# Jiří Hrabák
Jiří Hrabák (* 6. července 1961) je rozhlasový hlasatel, redaktor a manažer, od roku 1999 generální ředitel rádia Impuls. Jeho hlas oznamoval názvy stanic pražského metra na lince C cca v letech 1990–2004.

## Životopis
Vystudoval Vysokou školu ekonomickou v Praze.
V letech 1983–1991 pracoval jako hlasatel a moderátor v Československém rozhlase. V letech 1989–1993 externě pracoval pro zpravodajství České televize, externě namlouval texty i pro Krátký film. V porevolučním nadšení roku 1990 namluvil stanice pro linku C pražského metra, a to zadarmo či jen za symbolickou cenu, nežádal ani o reprízné; tyto nahrávky se používaly až do prodloužení linky na Ládví v roce 2004. Od roku 1991 působil v soukromém rádiu Evropa 2, a to nejprve jako šéfredaktor, od roku 1993 jako ředitel programu a vzápětí také jako výkonný ředitel; tyto funkce mu nabídl. Spoluvytvářel zpravodajství rádia Frekvence 1. Od roku 1999 je generálním ředitelem Rádia Impuls a generálním ředitelem stanice Rádio RockZone 105,9. V živém rozhlasovém vysílání soustavně vystupoval naposledy v roce 1993, od té doby jen příležitostně.
V červnu 2012 v rámci akce Jedeme v tom s vámi, organizované občanským sdružením Asistence, cestoval do práce na invalidním vozíku, aby si vyzkoušel, jaké to je, a aby upozornil na bariéry v pražské dopravě. Pochvaloval si pak vstřícnost a ohleduplnost veřejnosti a ocenil i asistenty vozíčkářů.